# Dinah Salifou
Pour les articles homonymes, voir Salifou.
 (Janvier 2010).
Mohammad Dinah Salifou Camara, né vers 1830 à Sogoboli (Boké) et mort le 21 octobre 1897 à Saint-Louis (Sénégal), est le dernier roi des Nalous, un peuple de Guinée. Il est souvent présenté comme l'une des grandes figures de la résistance à la pénétration coloniale en Afrique subsaharienne, mais doit aussi une certaine notoriété à sa participation remarquée à l'Exposition universelle de 1889 à Paris. À la fin de sa vie il est exilé à Saint-Louis-du-Sénégal, assigné à résidence où il mourut, dans la misère. 

## Biographies
Dinah Salifou est née vers 1830 dans le Fouta Djallon. Elevé dans la tradition musulmane, il est le fils du premier roi des Nalous, Boya Salifou et de Makoumba. Après avoir été le digne ministre de son prédécesseur et oncle le roi Youra Tawel, Dinah Salifou lui succède à sa mort (désigné par l'autorité coloniale française) et règne à partir du 31 août 1885 sur le royaume Nalou (rives du rio Nunez en Guinée). Il est l'un des seuls rois africains des Rivières du Sud, si ce n'est le seul, à être invité à Paris pour l'Exposition universelle de 1889. Il embarque avec sa suite (composé de 32 personnes) sur le Goéland et après un voyage de plusieurs jours arrive le 25 juin à Marseille. 
Accueilli avec les honneurs à la gare de Lyon, il fut logé pendant plus d'un mois dans un hôtel particulier de la rue Fabert à Paris et devint une personnalité importante et convoitée par les parisiens. Le 7 juillet 1889 Dinah Salifou fait la une de plusieurs journaux, donc le supplément illustré du Petit Parisien, entouré de sa jeune femme Philis et de l'un de ses fils, Ibrahima.
Choyé par le gouvernement colonial, il est invité à la Tour Eiffel, à l'opéra de Paris (où il rencontre le Chah de Perse, qui lui offre plus tard un sabre ornée de pierres précieuses) et enfin à l'Élysée, invité par le président Sadi Carnot.
Mais avant sa mésaventure à Paris, il réussit ce que personne avant lui n'avait pu faire : réconcilier tous les peuples de la région de Boké (du cap Verga au rio Nunez allant jusqu'aux îles Tristao). Tout le Kakandé reconnaît en lui le guerrier qu'il a été et le grand roi qu'il fut.
C'est de son voyage à Paris que tous ses problèmes s'enchaînent. En effet, pendant son absence, les troubles reprennent de plus belle dans le Rio Nunez, à l'instigation de son cousin Tocba. Allant de trahisons en rébellions, il conclut une alliance avec le roi du Fouta Djallon pour se débarrasser une fois pour toutes de tous ses ennemis du Naloutaye, du Landoumataye, jusqu'au Bagataye, « tout le Victoria et au delà », qui, par jalousie et en semant la terreur, souhaitaient lui succéder.  Le temps de la désillusion arriva avec le colon français. Car il faut le savoir, le roi Dinah Salifou était grand ministre et grand roi parce qu'il respectait tous les traités (ou presque) signés avec les colons. Trahi, c'est d'ailleurs pour avoir combattu, et perdu sans l'accord total du colon (mais sous ordre officieux du commandant français Opigez) que le roi fut déporté en 1890 à Saint-Louis-du-Sénégal et assigné à résidence. 
Multipliant les demandes de bienveillance auprès du gouvernement colonial, Dinah n'est jamais entendu, les autorités décidant juste de lui verser une pension (qui sera diminué de moitié au fil de son exil). Sa famille le retrouva par la suite dans son exil forcé dont il ne revint jamais, puisqu'il mourut à l'hôpital militaire de Saint-Louis le 21 octobre 1897.
Décrit comme très intelligent, fier et redoutable guerrier, assoiffé d’ambition et fidèle aux français, Dinah a été un roi respecté de tous, et a converti de nombreux Nalous à l’Islam.
Acclamé et respecté par les plus hautes instances, c’est son voyage à Paris, sous couvert de gloire qui lui vaut sa chute. Naïf quelques fois, trahi par les français, jalousé par quelques membres de sa famille, il est aujourd'hui considéré comme un héros dans son pays, à l'instar de Samory Touré ou Alpha Yaya.

## Postérité

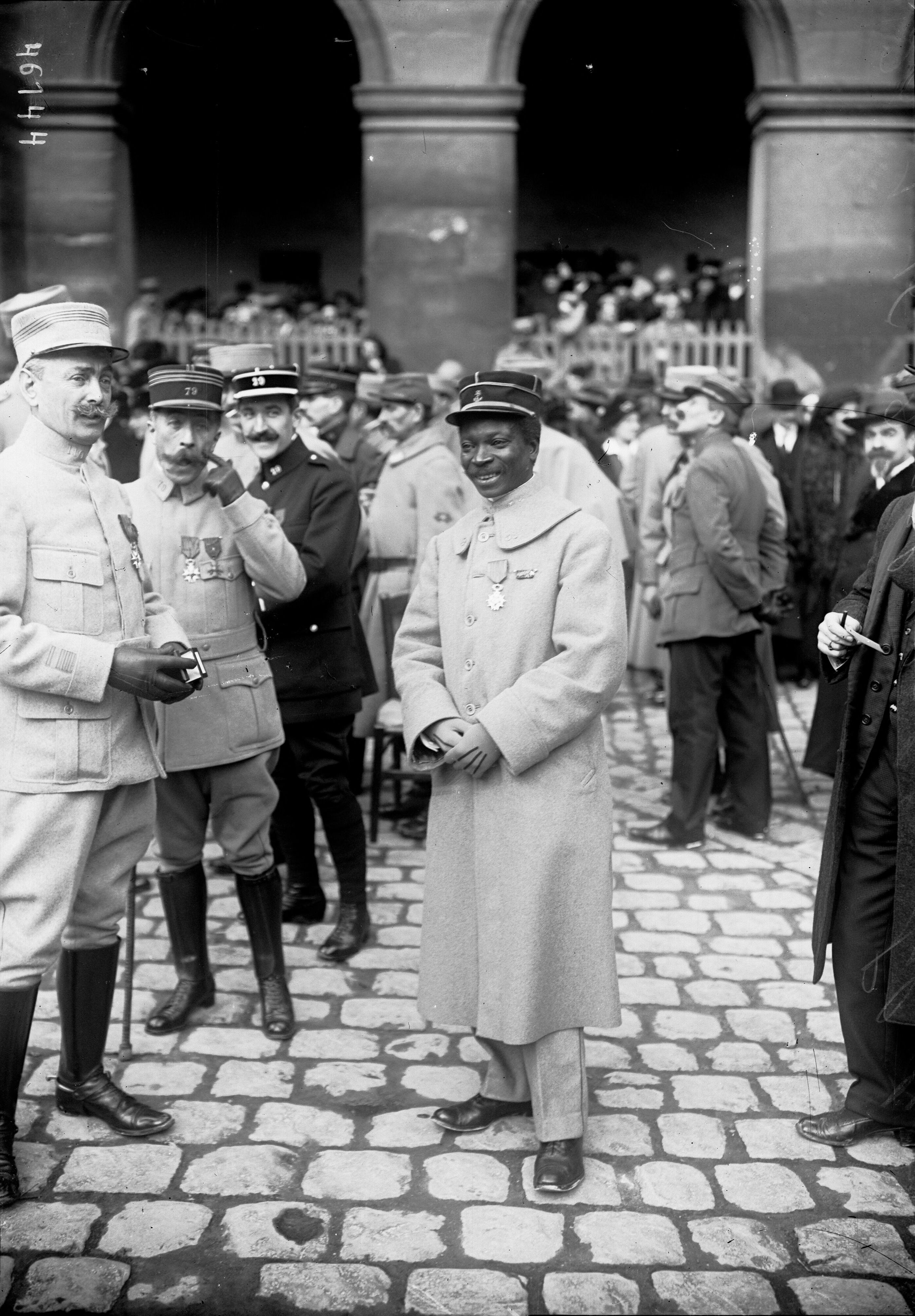
Ibrahim Dinah Salifou décoré de la légion d'honneur en 1916

Son fils Ibrahim Dinah Salifou, formé à l'École des fils de chefs de Saint-Louis, fut lieutenant d'infanterie de marine au 8e, puis 58e régiment d'infanterie coloniale. Engagé volotnaire lors de la Première Guerre mondiale, blessé à deux reprises en Champagne ainsi qu'aux Dardanelles, il gagna ses galons sur le front et fut cité pour son mérite à l'ordre des armées. Il reçut, la Légion d'honneur le 20 janvier 1916 lors d'une prise d'armes aux Invalides, ainsi que la croix de guerre.